# Pycnocephalus deyrollei
Pycnocephalus deyrollei is een keversoort uit de familie Cybocephalidae. De wetenschappelijke naam van de soort is voor het eerst geldig gepubliceerd in 1875 door Reitter.